# Сардек
Сарде́к (тат. Сәрдек) — село в Балтасинском районе Республики Татарстан, в составе Пижмарского сельского поселения.

## География
Село находится на реке Кугуборка, в 35 км к северу от районного центра, посёлка городского типа Балтаси.

## История
Село основано в XVII веке.
В XVIII — первой половине XIX века жители относились к категории государственных крестьян. Основные занятия жителей в этот период — земледелие и скотоводство, были распространены лапотный и валяльный промыслы.
В «Списке населенных мест по сведениям 1859—1873 годов», изданном в 1876 году, населённый пункт упомянут как казённая деревня Сардык 3-го стана Малмыжского уезда Вятской губернии. Располагалась при речке Сардыке, в 30 верстах от уездного города Малмыжа и в 12 верстах от становой квартиры в казённом селе Цыпья. В деревне, в 60 дворах жили 418 человек (195 мужчин и 223 женщины), была мечеть.
В начале XX века в селе функционировали мечеть (1720 год), водяная мельница. В этот период земельный надел сельской общины составлял 1647,5 десятины.
В 1918 году в селе открыта начальная школа. В 1923 году — изба-читальня, в 1930 — клуб. В 1931 году — организован колхоз «1 Мая».
До 1920 года село входило в Шудинскую волость Малмыжского уезда Вятской губернии. С 1920 года в составе Арского кантона ТАССР. С 10 августа 1930 года в Тюнтерском, со 2 марта 1932 года в Балтасинском, с 4 августа 1938 года в Ципьинском, с 16 июля 1958 года в Балтасинском, с 1 февраля 1963 года в Арском, с 12 января 1965 года в Балтасинском районах.

## Население
| 1782 | 1884 | 1905 | 1920 | 1926 | 1938 | 1949 | 1958 | 1970 | 1979 | 1989 | 2002 | 2010 | 2015 |
| ---- | ---- | ---- | ---- | ---- | ---- | ---- | ---- | ---- | ---- | ---- | ---- | ---- | ---- |
| 164  | 600  | 827  | 997  | 978  | 467  | 373  | 354  | 275  | 238  | 204  | 205  | 196  | 194  |

Национальный состав cела: татары.

## Экономика
Жители работают преимущественно в СХПК «Кама», в основном занимаются полеводством, свиноводством.

## Социальные объекты
В селе действуют школа — детский сад, сельский клуб, фельдшерско-акушерский пункт, библиотека (1958 год).

## Религиозные объекты
Мечеть (с 2004 года).